# فريتز لانسينغ داي
فريتز لانسينغ داي (بالإنجليزية: Frederic Lansing Day)‏ هو كاتب مسرحي أمريكي، ولد في 1886، وتوفي في 1982.